# Arthrocardia palmata
Arthrocardia palmata (J. Ellis & Solander) J.E. Areschoug in J. Agardh, 1852  é o nome botânico  de uma espécie de algas vermelhas pluricelulares do gênero Arthrocardia.
- São algas marinhas encontradas em Madagascar, Namíbia e África do Sul.

## Sinonímia
- Corallina palmata Ellis & Solander, 1786
- Cheilosporum palmatum (Ellis & Solander) Yendo, 1902
- Arthrocardia attenuata Manza, 1937
- Jania digitata Manza, 1937